# Spirocyclinidae
Spirocyclinidae es una familia de foraminíferos bentónicos de la superfamilia Loftusioidea, del suborden Loftusiina y del orden Loftusiida. Su rango cronoestratigráfico abarca desde el Jurásico hasta la Eoceno.

## Discusión
Clasificaciones previas incluían Spirocyclinidae en el suborden Textulariina del orden Textulariida o en el orden Lituolida.

## Clasificación
Spirocyclinidae incluye a los siguientes géneros:
- Martiguesia †
- Pseudospirocyclina †
- Qataria †
- Reissella †
- Saudia †
- Sornayina †
- Sirocyclina †
- Streptocyclammina †
- Thomasella †
- Vania †

Otros géneros asignados a Spirocyclinidae y clasificados actualmente en otras familias son: 
- Anchispirocyclina  †, ahora en la Familia Hauraniidae
- Haurania  †, ahora en la Familia Hauraniidae
- Timidonella  †, ahora en la Familia Hauraniidae
- Spiraloconulus  †, ahora en la Familia Hauraniidae
- Platyhaurania  †, ahora en la Familia Hauraniidae